# Coenonycha santacruzae
Coenonycha santacruzae är en skalbaggsart som beskrevs av Evans och Smith 1986. Coenonycha santacruzae ingår i släktet Coenonycha och familjen Melolonthidae. Artens utbredningsområde är Kalifornien. Inga underarter finns listade i Catalogue of Life.